# Actaea matsumurae
Actaea matsumurae är en ranunkelväxtart som först beskrevs av Takenoshin Nakai, och fick sitt nu gällande namn av J. Compton. Actaea matsumurae ingår i släktet trolldruvor, och familjen ranunkelväxter. Inga underarter finns listade i Catalogue of Life.